# Velike Vrhe
Velike Vrhe so naselje v Občini Ivančna Gorica.